# 哈马德·本·贾西姆·本·贾比尔·阿勒萨尼
哈马德·本·贾西姆·本·贾比尔·阿勒萨尼（阿拉伯語：حمد بن جاسم بن جبر آل ثاني；1959年8月30日—） 是卡塔尔政治人物。自从1992年1月11日开始担任卡塔尔外长至2013年，2007年4月起任卡塔尔首相至2013年。

## 政治生涯

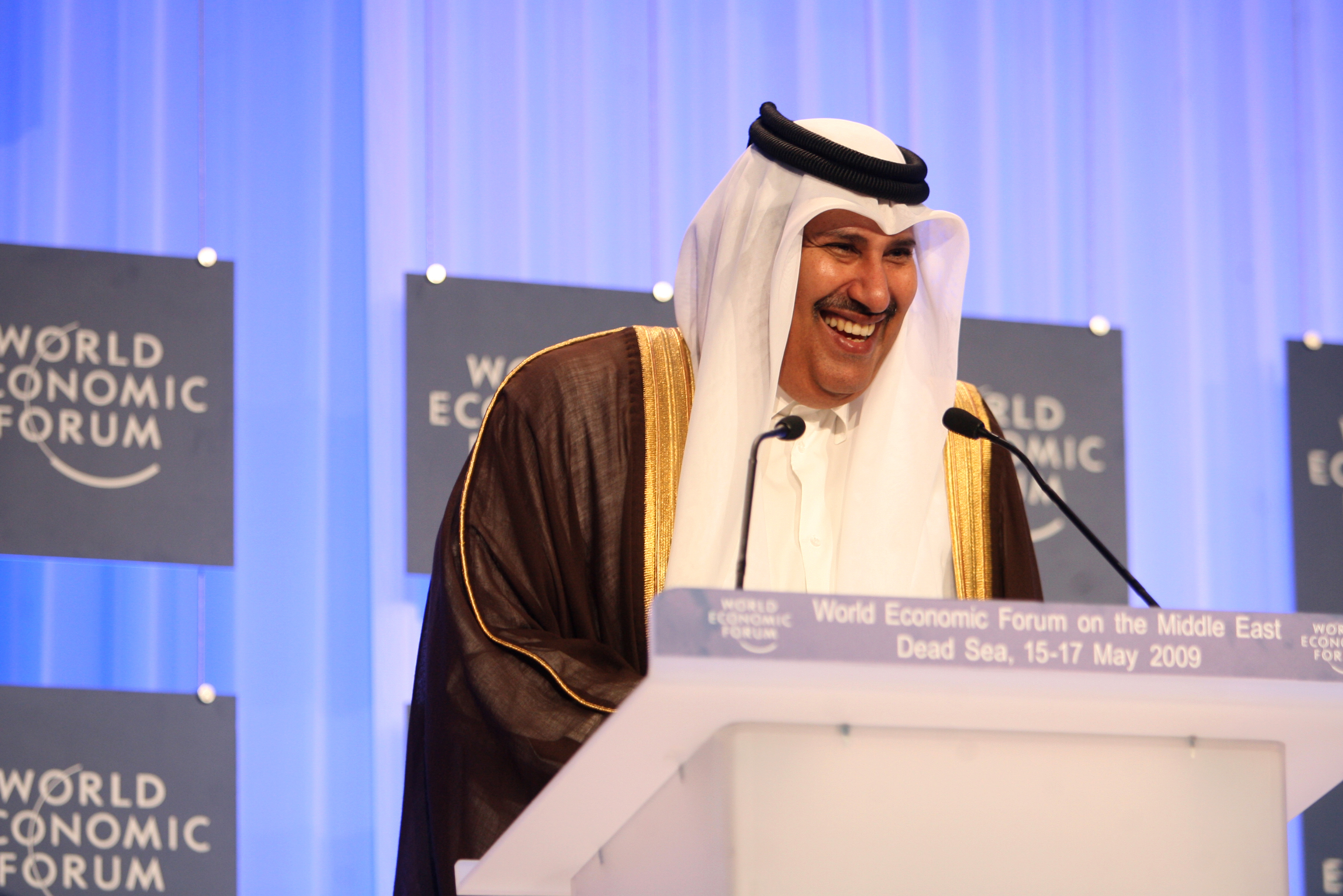
2009年5月15日，他在世界经济论坛中东会议上发表讲话

## 家庭
他结过两次婚，第一任妻子是Sheikha Jawaher，第二任是Noor Al Subai'ee。共生育了七个儿子和八个女儿。